# Normandie (лайнер)
Normandie (произносится «Норманди́»), Норма́ндия — французский трансатлантический почтово-пассажирский турбоэлектроход, спущенный на воду в городе Сен-Назер во Франции со стапелей верфи Chantiers de l’Atlantique 29 октября 1932 года. Был построен как трансатлантический лайнер по маршруту Гавр — Плимут — Нью-Йорк. Один из первых кораблей, превысивших валовую вместимость 80 тыс. тонн. Неоднократно завоёвывал и терял Голубую ленту Атлантики, соревнуясь с английским пароходом «Queen Mary». После капитуляции Франции во Второй мировой войне был арестован в Нью-Йорке. В 1942 году сгорел и затонул у пирса в Нью-Йорке в ходе переделки в военный транспорт. Корпус судна был поднят и впоследствии утилизирован.

## Предпосылки к созданию
В течение первых двух десятилетий XX века компания «Compagnie Générale Transatlantique» (более известная как CGT) укрепляла свои позиции в Северной Атлантике. Трио лайнеров — «Франс», «Париж» и «Де Грасс» — заработало компании репутацию надёжного пароходства. Роскошные отделка помещений, кухня и обслуживание были отличительными чертами французских лайнеров.
В 1927 году появилось судно «Иль де Франс», надолго запомнившееся как шедевр компании. Предыдущие лайнеры были украшены в эдвардианском стиле, «Иль де Франс» — в стиле ар-деко. После этого лайнера впервые в истории гостиницы начали подражать судну, а не наоборот. Пароход был хорошо принят публикой, и стал королём Северной Атлантики.
«Иль де Франс» не был ни самым большим, ни самым быстрым. Очевидно, Первая мировая война остановила развитие океанских лайнеров. Перед войной гонка за размер и скорость привела к созданию гигантских кораблей, но рекордсмены старели. На тот момент обладавший Голубой лентой Атлантики лайнер «Мавритания» компании Cunard Line был построен в 1907 году, а самое большое на тот момент в мире судно, «Маджестик» компании White Star Line, был спущен на воду в 1914 году.
В 1920-е годы экономическое благосостояние в Европе выросло, и ведущие пароходства намеревались возобновить гонку. Имперская Германия потеряла почти весь коммерческий флот, потерпев поражение в Первой мировой войне, но именно немецкий дуэт начал новую эру в трансатлантических перевозках. В 1929 году судоходная компания «Norddeutscher Lloyd» ввела в строй лайнер «Бремен», а в 1930 — его систершип «Европа». С тоннажем в 50 тыс. т эти два судна не могли превзойти в размере «Маджестик» (56 тыс. брт), но они отобрали у Cunard Line Голубую ленту Атлантики.

### Планы
Конкуренты в других странах тоже не сидели сложа руки: и Cunard Line, и White Star Line запланировали построить суда более 300 м в длину, способные развивать скорость, достаточную для отвоевания Голубой ленты Атлантики. CGT не хотела оставаться в стороне и также запланировала строительство лайнера.
CGT обратилась к верфи в Сен-Назер, где когда-то был построен «Иль де Франс». Вскоре инженеры начали обдумывать форму нового лайнера и решили, что внешне судно будет просто увеличенной версией «Иль де Франс».
Но никому тогда не известный русский инженер-судостроитель Владимир Юркевич изменил судьбу нового флагмана French Line, предложив новую конструкцию корпуса. Если бы Юркевич не спроектировал обводы корпусов четырёх линейных крейсеров для российского флота (спущены на воду в 1915—1916 гг., но из-за революции 1917 года остались недостроенными), вероятно, CGT отказалась бы, но при помощи некоторых высокопоставленных друзей Юркевич сумел переубедить CGT, и его идеи и предложения были приняты. Изначально он предложил свои идеи Cunard Line, но те отказались. Они полагали, что старый, проверенный тип корпуса станет лучшим для их нового флагманского судна.
Французские инженеры по спецификациям Юркевича они построили модель, которая проверили и сравнили с первоначальным проектом. Результаты показали, что проект Юркевича был намного более эффективным, чем любой проект корпуса, построенный прежде. С изогнутым внутрь форштевнем и бульбом ниже ватерлинии в комбинации с узким корпусом получалось судно с высоким гидродинамическим качеством. Стало очевидно, что новому судну не понадобится такое количество лошадиных сил, как предполагалось первоначально. Однако вопрос о двигателях для судна всё ещё был открыт.
Чтобы конкурировать с британскими гигантами, надо было учесть три фактора: судно должно иметь тоннаж приблизительно в 80 тыс. тонн, быть в длину более 300 м и разгоняться до 30 узлов. Рекордные скорости «Мавритании» и «Лузитании» были достигнуты с паровыми турбинами с прямым приводом на винты. Новый лайнер был спроектирован как турбоэлектроход.

### Биржевой крах 1929 года и его последствия
Планы относительно нового судна пересматривались снова и снова, и строительство должно было скоро начаться. Но 29 октября 1929 года произошёл крах на Уолл-стрит, это серьёзно отразилось на всех трёх главных судоходных компаниях. Началось строительство только одного из 300-метровых лайнеров — «Океаника» White Star Line. По традиции лайнер начали строить на верфях Харланд энд Вулф в Белфасте. Но биржевой крах ещё больше ухудшил финансовое положение White Star Line, и строительство «Океаника» пришлось отменить.
Cunard Line считали удачей, что киль их нового судна был заложен в декабре 1930 года на верфях John Brown & Co. Но со временем они поняли, что были неправы. Всего лишь год спустя с начала строительства Cunard Line были вынуждены приостановить строительство судна под кодовым названием «изделие № 534». Через два с половиной года, после слияния с White Star Line, строительство возобновилось.

## Строительство

### Начало работ
French Line с их новым флагманом повезло больше. В январе 1931 года работа началась, однако мировой финансовый кризис затронул и Францию. CGT была вынуждена попросить у французского правительства субсидию. Их просьбу удовлетворили, но с условием, что правительству предоставят руководство компанией. Компания не понесла никаких убытков из-за таких изменений.

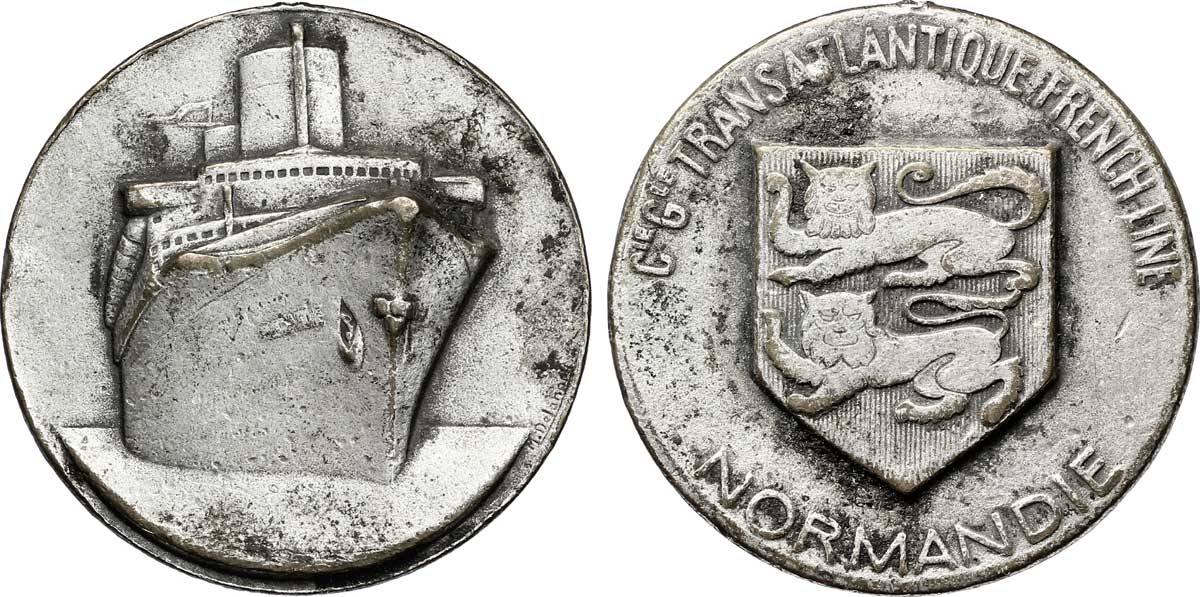
Нормандия

Работа над большим судном продолжилась. Как и будущему лайнеру Cunard Line под кодовым названием «изделие № 534», французскому гиганту ещё не дали имени. Его строители присвоили ему код T6. Среди предлагавшихся названий были «Генерал Першинг», «Жанна Д’Арк», «Нептун», «Бенджамин Франклин», «Ля Франс». К названию «Нормандия» нужен был артикль Ля или Лё, поскольку во французском языке слово «корабль» мужского рода. Чтобы избежать путаницы, в компании CGT решили назвать судно просто «Нормандия».

### Спуск на воду и достройка
Корпус весом 27 657 тонн — больше, чем любое другое судно прежде — спустили на воду 29 октября 1932 года при 200 тыс. зрителей. На церемонии присутствовал президент Франции Альбер Лебрен с женой Маргаритой, которая окрестила судно. Корпус скатился со стапелей с такой скоростью, что окатил водой около сотни зрителей, но пострадавших не было.
Первоначально планировалось ввести «Нормандию» в строй в 1934 году, но трансатлантические плавания потеряли свою популярность из-за депрессии, таким образом CGT решили поставить новое судно в док до весны 1935 года. Рабочим и проектировщикам, которые должны были сделать «Нормандию» роскошным лайнером, дали много времени для выполнения этой задачи.
CGT ещё раз пригласили людей, которые уже работали на другими судами компании. Например, Пьер Пату уже стал известным благодаря мраморному обеденному залу на «Иль де Франс».
После более чем двух лет отделки, 27 марта 1935 года, «Нормандию» перевели в сухой док, где установили винты. Через месяц у берегов Великобритании начались ходовые испытания.
Месяц спустя, после различных испытаний в море, «Нормандия» вошла в порт Гавра. Через 18 дней она отправилась в Нью-Йорк.

## Описание лайнера

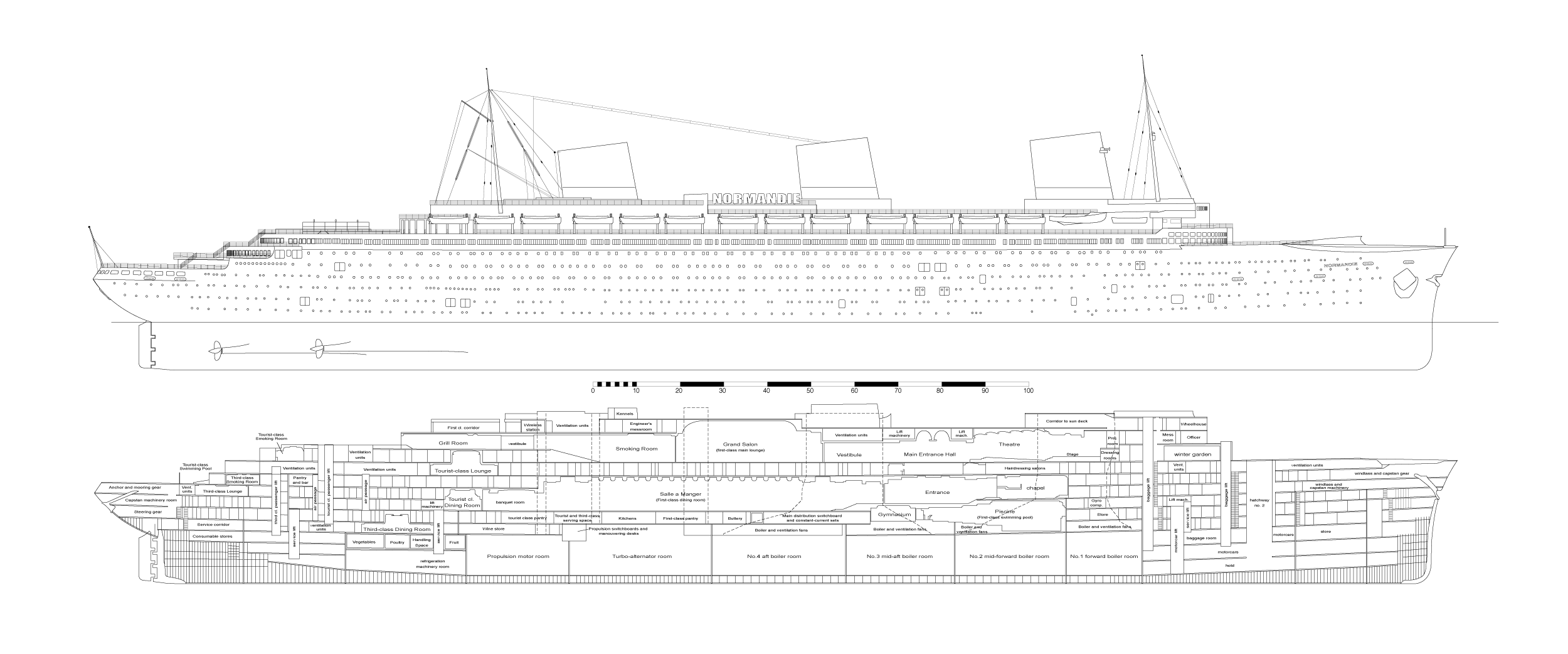
Планы «Нормандии»

Корпус «Нормандии» был склёпан из 30 тыс. т стали повышенной прочности, изготовленной на заводах «Сименс-Мартин» в Сааре, в небольших объёмах применялась и электросварка. В нём было наибольшее количество заклёпок, когда-либо использовавшееся для постройки судна — 12 млн. штук. Для одиннадцати водонепроницаемых переборок истрачено в общей сложности 6,4 тыс. т стали.
Четыре паровые турбины мощностью 46 500 л. с. (34 675 кВт) при 2430 об/мин соединялись с четырьмя трехфазными генераторами напряжением 5500—6000 вольт мощностью 33 400 кВт каждый. Для привода в движение винтов использовались 4 электродвигателя, установленные в корме судна и передававшие на каждый гребной вал мощность 29 400 кВт при частоте вращения 238—248 об/мин.
Перегретый пар получался в 29 водотрубных котлах под давлением 28 атм, которые расходовали до 1200 тонн мазута в сутки. В начале 1936 года, для уменьшения сильной вибрации, явившейся следствием конструктивного недостатка, все четыре трёхлопастных гребных винта (весом 23 т каждый) были заменены на четырёхлопастные (весом 25 т каждый). Одновременно изменена форма гребных валов. Это позволило полностью решить проблему вибрации корпуса лайнера.
Первые две трубы предназначались для отвода дымовых газов от топок котлов, а третья предназначалась для красоты и равномерного распределения сопротивления воздуха по всей длине судна. Трубы были наклонены на 10° в сторону кормы для придания впечатления скорости. 
В 1935 году на «Нормандии» установили радиолокационную станцию — первую на транспортном флоте. 

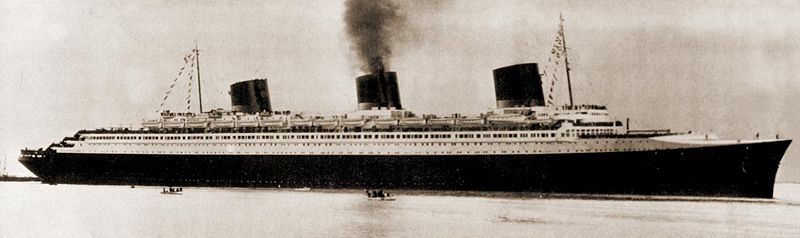
«Нормандия» в профиль

У лайнера, имевшего одиннадцать палуб, была особенная по архитектуре кормовая оконечность, придававшая ему элегантный вид, а также застеклённая прогулочная палуба длиной 290 м, несколько выступавшая за борт судна. Лайнер по сложившейся в то время традиции имел роскошный интерьер общей стоимостью 55 млн $. На корабле имелось 11 пассажирских лифтов, 22 подъемника для грузов и автомашин. На верхней палубе находились теннисные корты, сад с птицами, магазин и даже католическая часовня.
Главный обеденный салон на 1000 посадочных мест имел высоту в три межпалубных пространства. На судне также были театральный зал на 380 мест, плавательный бассейн размером 25×5,8 м, оранжерея зимнего сада, гараж на 100 автомобилей. Общий камбуз для всех ресторанов был длиной 50 м, шириной 35 м, с электрической плитой размерами 17×2 м. Из рекламных проспектов следовало, что на «Нормандии» было 847 кают, 320 чугунных эмалированных ванн, 480 душей, 1490 умывальников и прочих сантехнических приборов, необходимых для нужд пассажиров, которые ежечасно расходовали до 40 тонн горячей, 100 тонн холодной и 300 тонн забортной воды. Ресторан был укомплектован 14 570 скатертями, 226 тыс. салфеток, 150 тыс. полотенец, 58 860 тарелками и 28 120 чашками с блюдцами. В каждом рейсе пассажирами использовались 38 тыс. простыней. 

## Первый рейс

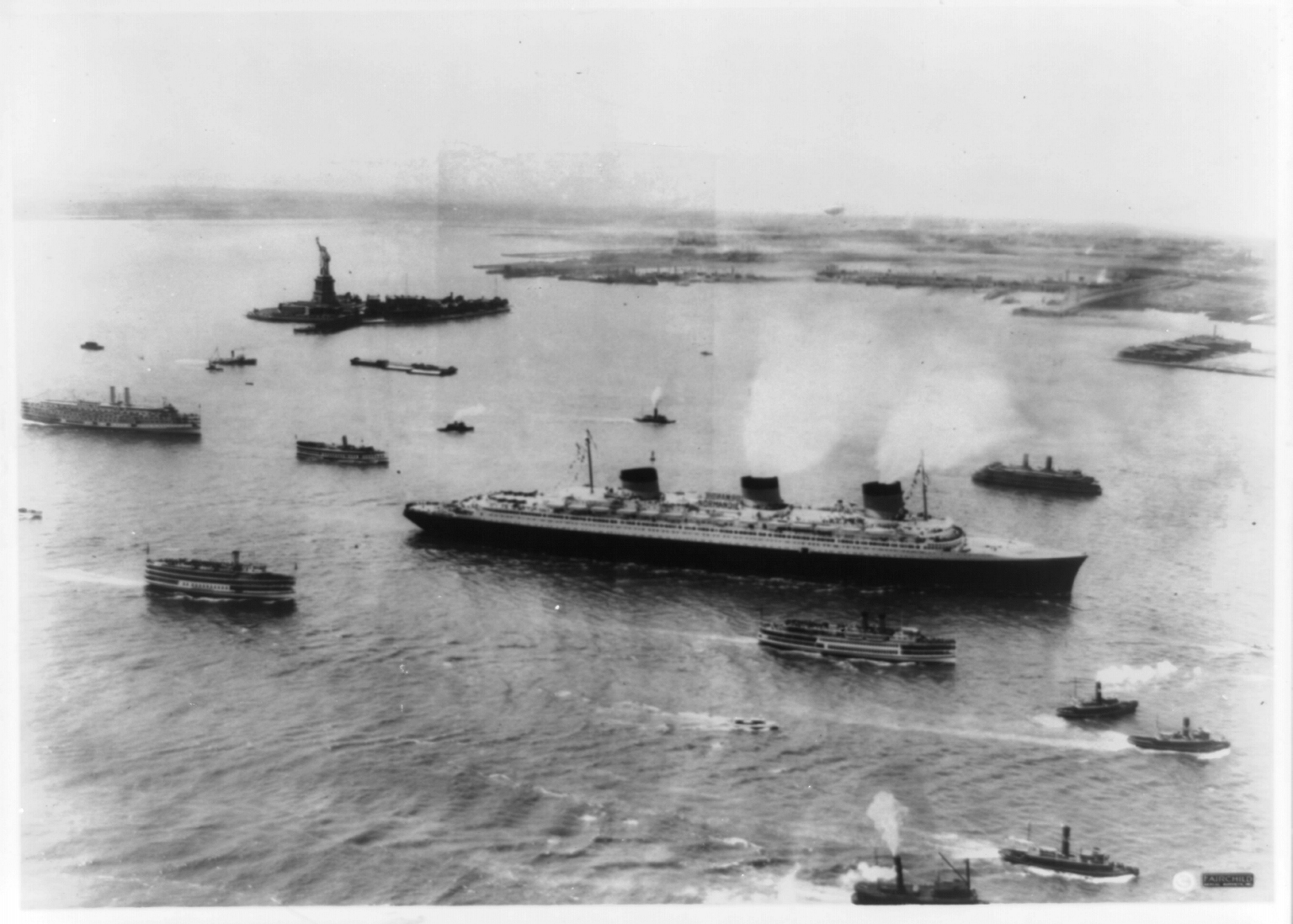
Прибытие «Нормандии» в Нью-Йорк

«Нормандия» и отправилась в свой первый рейс из Гавра 29 мая 1935 года в 18:19.
Французская публика ожидала, что первый рейс лайнера установит рекорд. Хотя «Нормандия» и была способна развивать скорость в 30 узлов, Френч Лайн объявила, что не заинтересована в перехвате Голубой ленты Атлантики. 31 мая было объявлено, что судно прошло первые 744 морских миль со средней скоростью в 29,76 узлов.

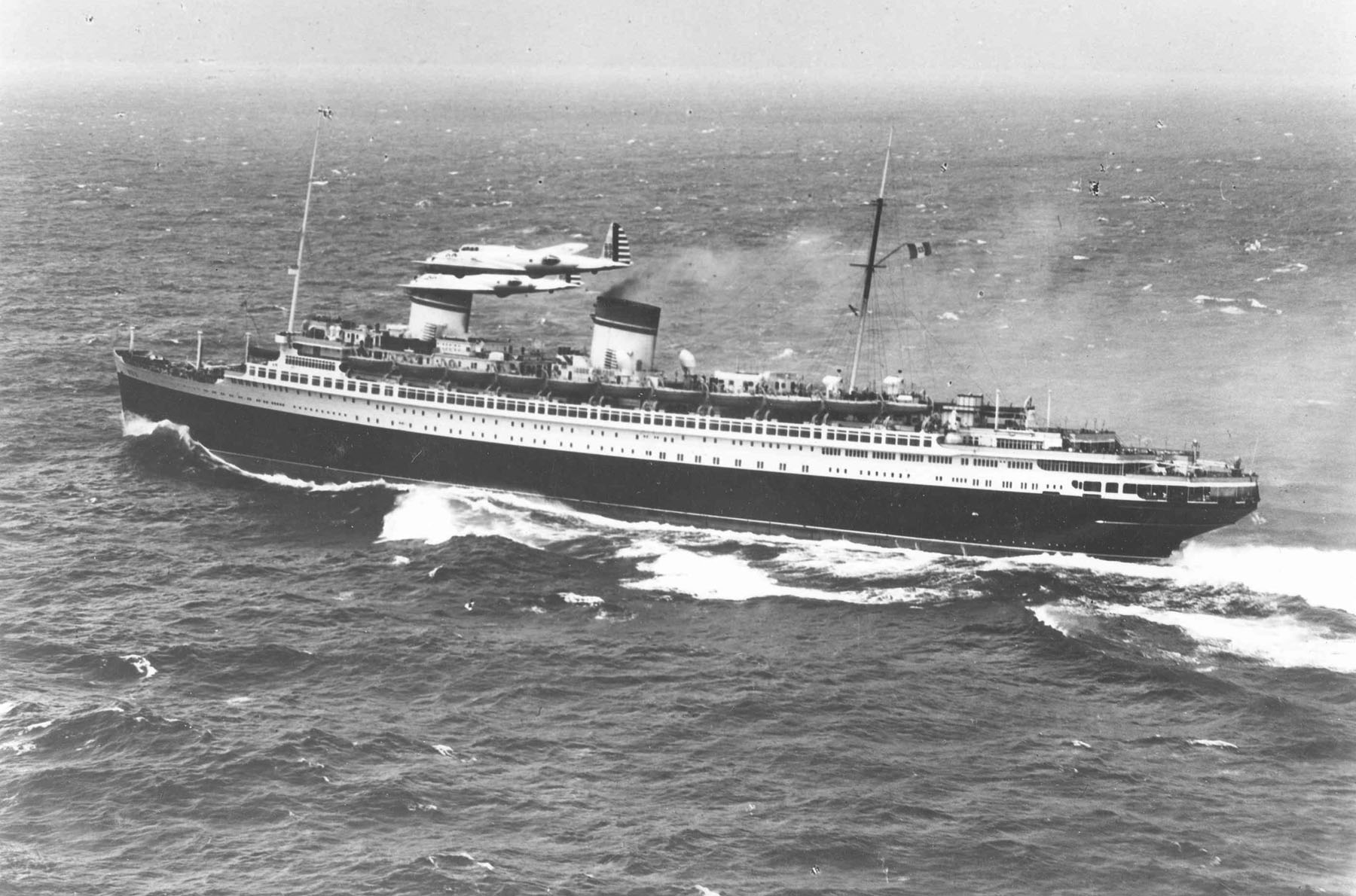
Прежний рекордсмен — итальянский лайнер «Рекс»

4 июня 1935 года в 11:02 «Нормандия» прошла мимо маяка Амброуз, чем побила скоростной рекорд, пройдя Атлантику за 4 дня, 3 часа и 2 минуты. Она пересекла Северную Атлантику со средней скоростью в 29,98 узла: быстрее, чем любой лайнер до неё. «Нормандия» отобрала Голубую ленту Атлантики у предыдущего рекордсмена, итальянского лайнера «Рекс». На мачте «Нормандии» взвился голубой вымпел длиной 30 м — по метру за каждый узел. Членам команды выдали по бронзовому медальону со словами «Голубая лента Атлантики — „Нормандия“».
6 июня «Нормандия» вышла из Нью-Йорка. Лайнер пришёл в Саутгемптон через 4 дня, 3 часа и 28 минут со средней скоростью в 30,31 узлов, и таким образом она побила рекорд лайнера «Бремен» компании Norddeutscher Lloyd, установленный в 1929 году.

### Проблемы с вибрацией
При эксплуатации была отмечена проблема вибрации на высоких скоростях. Вибрация была обнаружена ещё на ходовых испытаниях, но чиновники French Line не видели в ней причину для задержки первого плавания. Однако во время рейса пассажиры, живущие в каютах туристического класса, считали их непригодными для жилья из-за вибрации и шума.
CGT поняли, что вибрацию нужно устранить как можно раньше. Следующее лето и осень «Нормандия» провела в обслуживании североатлантической линии, привлекая знаменитых клиентов. Но проблема вибрации все не давала покоя. Зимой лайнер поставили в сухой док, чтобы укрепить корму и заменить винты. Трёхлопастные винты были заменены четырёхлопастными, и вибрация пропала.

### Подготовка ко встрече британского конкурента
Зимняя перестройка использовалась ещё и для того, чтобы подготовить «Нормандию» к появлению конкурента из Великобритании. Cunard-White Star Line спустила на воду «изделие № 534», наречённое «Queen Mary», в сентябре 1935 года, а войти в состав флота судно должно было летом 1936 года. Кроме того, было объявлено, что новый английский лайнер станет первым судном, чей тоннаж превысит 80 000 т. С тоннажем в 79 280 т, «Нормандия» потеряла бы титул самого большого судна в мире.

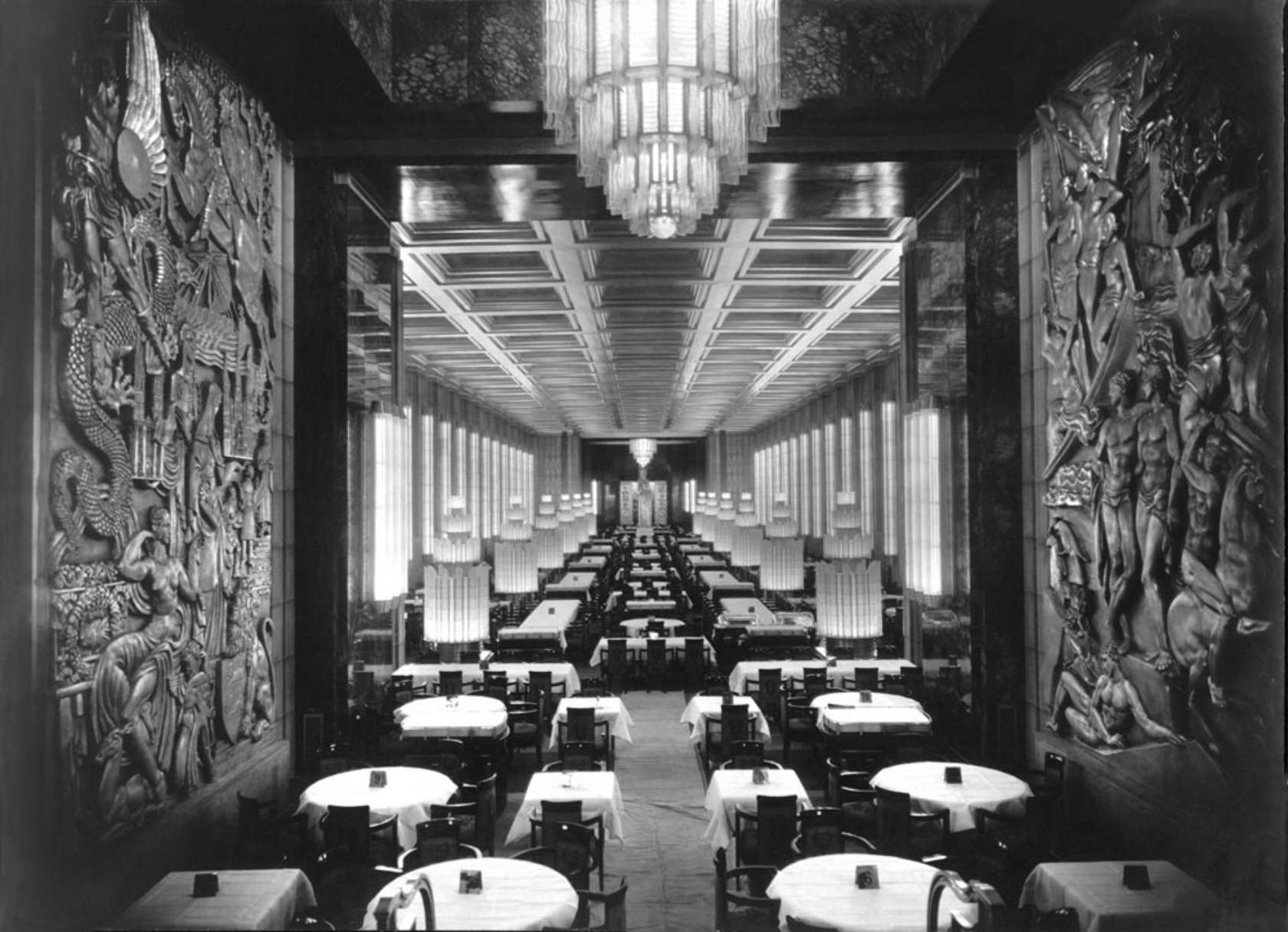
Одна из главных частей корабля, это её интерьеры в стиле ар-деко.

Поэтому French Line решила увеличить вместимость «Нормандии», достроив крытый променад на шлюпочной палубе. Таким образом, тоннаж «Нормандии» достиг 83 423 т. «Queen Mary» была меньше и приблизительно на 2 000 т легче, и «Нормандия» осталась самым большим судном в мире. Но оставался открытым вопрос о скорости конкурента.

## Конкуренция с «Queen Mary»

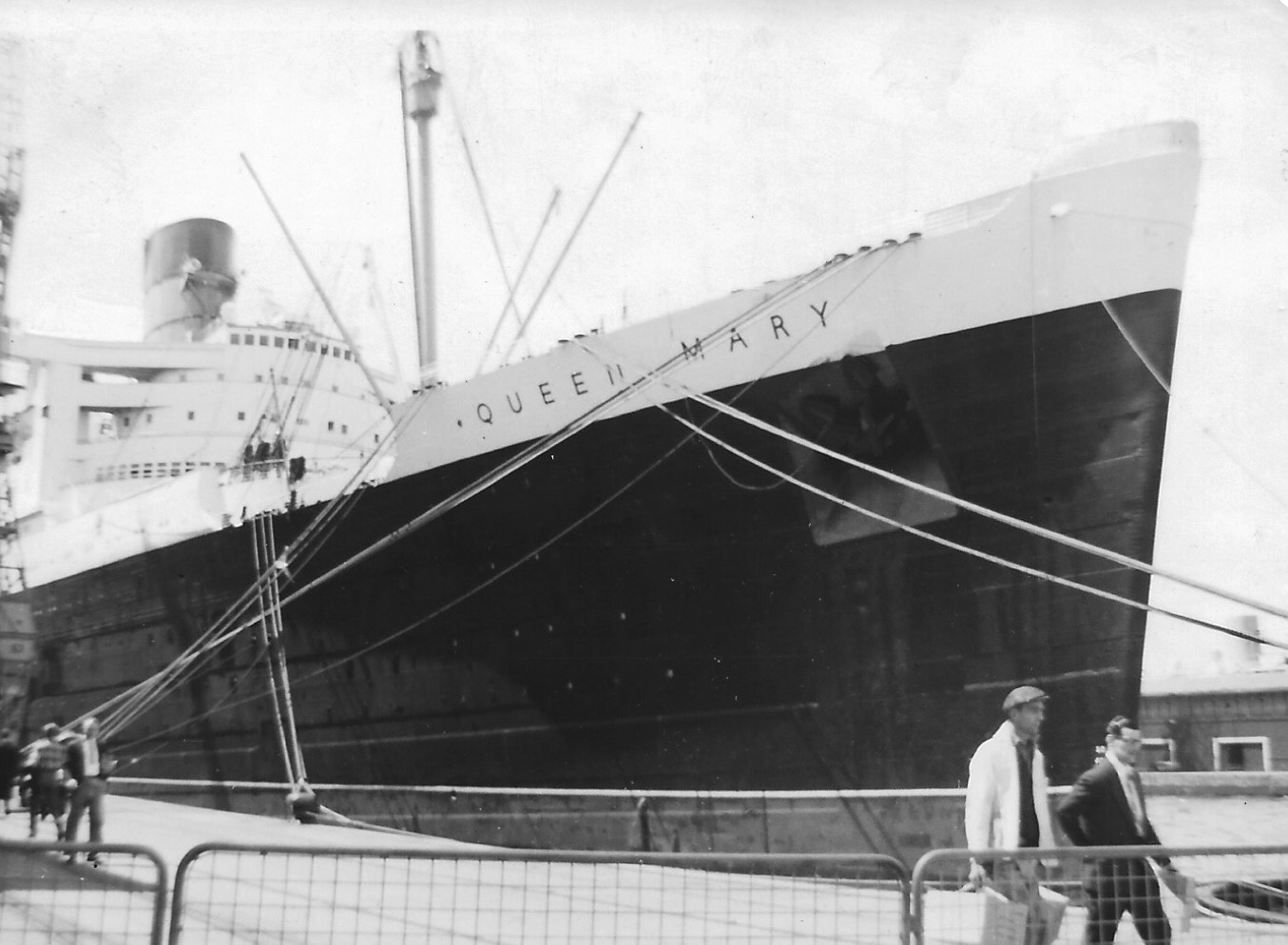
Конкурент «Нормандии» — «Queen Mary»

Спустя три месяца после возвращения «Нормандии» на Североатлантический маршрут, «Queen Mary» готовилась вступить в гонку за Голубую ленту Атлантики. Хотя её корпус был менее эффективный, чем у «Нормандии», двигатели нового английского лайнера были намного мощнее.

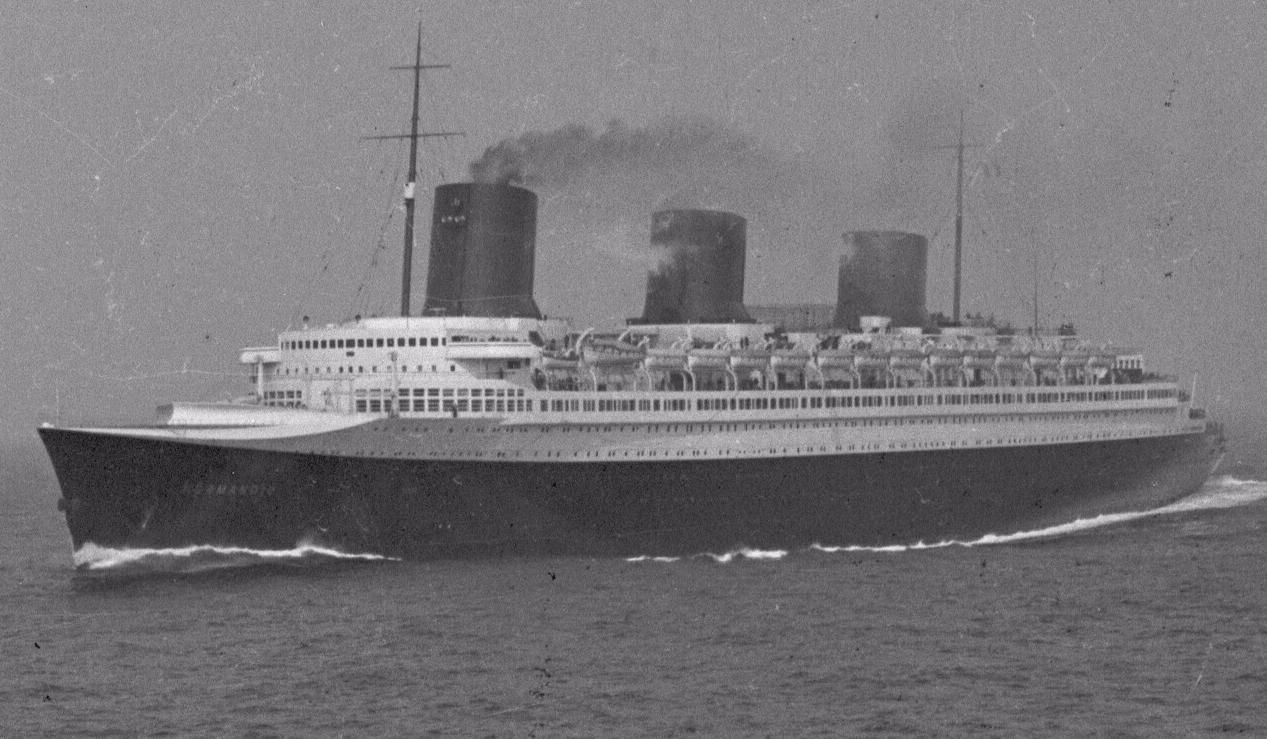
«Нормандия» в море

«Queen Mary» отправилась в свой первый рейс из Саутгемптона 1 июля 1936 года. Вся Великобритания надеялась, что «Queen Mary» отвоюет ленту, но из-за туманной погоды она не смогла развить максимальную скорость.
В августе 1936 года «Queen Mary» побила рекорд «Нормандии». Развив скорость в 30,14 узлов в западном направлении «Queen Mary» стала первым судном, которое пересекло Атлантику менее чем за 4 дня. Это было одно из самых важных достижений Великобритании 1930-х годов в море.
В следующем сезоне, в июле 1937 года, двигатели «Нормандии» были улучшены, что позволило ей развить скорость в 30,58 узлов в западном направлении и 31,20 узлов, идя на восток. Она побила рекорд «Queen Mary», и снова на её мачте развивался голубой вымпел. Она была самым быстрым пассажирским судном в мире. Но английский лайнер был популярнее. «Нормандия» была судном для «звёзд» — киноактеров и других знаменитостей, и никогда больше не ходила полностью загруженная пассажирами. «Queen Mary» была оформлена более скромно, и не столь пафосно, как её французский конкурент.
Но Cunard-White Star Line не была удовлетворена титулом самого популярного судна. Они хотели обладать и самым быстрым судном. В августе 1938 года «Queen Mary» разогналась до 30,99 узлов, идя на запад, и 31,69 узлов на восток, таким образом, опять выиграв у «Нормандии».
Ранее в феврале того же года, CGT пробовали их флагман в роли круизного лайнера. С относительно маленьким количеством пассажиров на Североатлантическом маршруте, French Line отослала «Нормандию» в праздничный круиз в Рио-де-Жанейро. «Нормандия» стала самым большим судном, пересекшим экватор.
Когда «Queen Mary» выиграла Голубую ленту Атлантики в 1938 году, капитан «Нормандии» послал сообщение, в котором он поздравил британское судно с его победой: «Браво „Queen Mary“! До следующего раза».
Конкуренция между «Нормандией» и «Queen Mary», возможно, продолжилась бы в 1940-х годах, но начало Второй мировой войны прервало их соперничество.

## Стоянка в Нью-Йорке

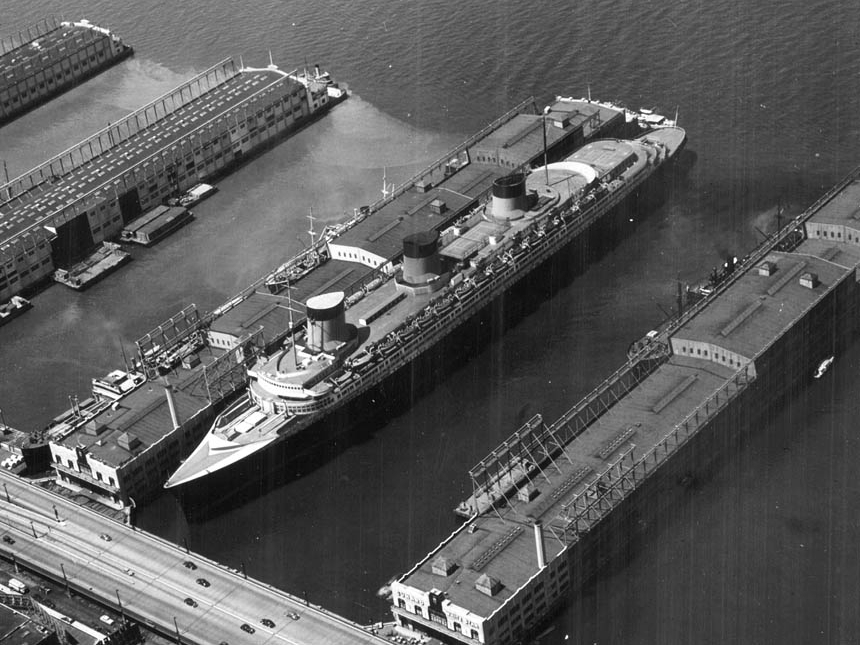
«Нормандия» у пирса 88

31 августа 1939 года «Нормандия» была поставлена на прикол в Нью-Йорке из-за нависшей угрозы войны в Европе. На следующий день эти опасения были подтверждены, когда войска Гитлера напали на Польшу.
«Нормандия» была перемещена к пирсу № 88, и из её команды осталось лишь 200 человек. Её конкурент, «Queen Mary», была также пришвартована неподалёку неё на южной стороне пирса № 90.
В марте 1940 года новый большой лайнер присоединился к «Нормандии» и «Queen Mary». Это был новый 83 673-тонная систершип «Queen Mary» — «Queen Elizabeth», который только что совершил своё секретное первое плавание через Атлантику. В течение короткого времени единственные три лайнера, чей тоннаж превышал 80000 тонн, были пришвартованы друг около друга («Queen Elizabeth» — на северной стороне пирса № 90). Вскоре «Queen Mary» отбыла в Сидней для преобразования в транспортное судно.
В июне 1940 года Франция сдалась нацистской Германии. После этого «Нормандия» была немедленно арестована американской Береговой охраной.
США втупили в войну после 7 декабря 1941 года, когда Япония атаковала Перл-Харбор, а 11 декабря войну США объявили Германия и Италия. 12 декабря «Нормандия» была принята (с обещанной компенсацией) на службу в ВМФ США. В рождественский сочельник «Нормандия» была переименована в «Лафайетт». Было решено, что «Нормандия» будет переделана в транспортное судно, как и «Королевы» «Cunard Line». Из-за отсутствия достаточно большого сухого дока переоборудование началось прямо у пирса № 88.

## Гибель

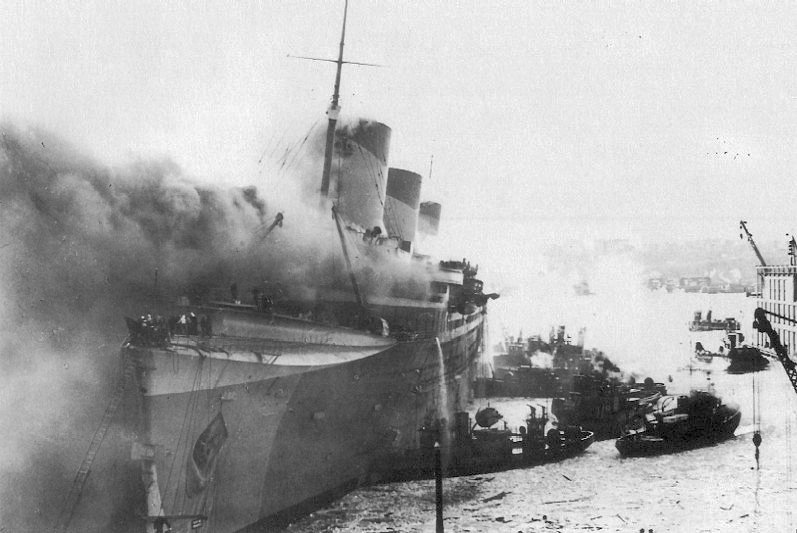
«Нормандия» горит у пирса

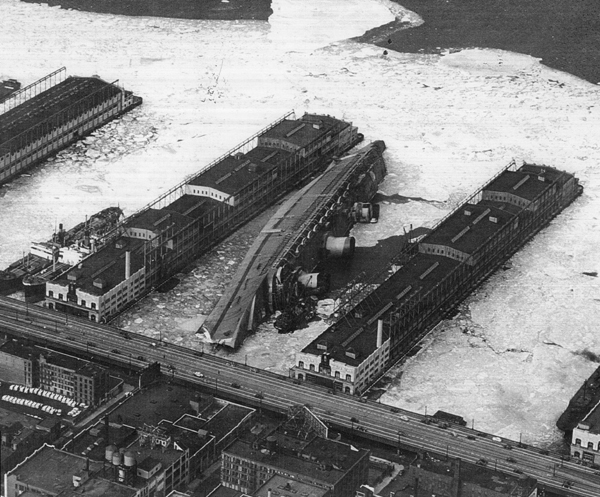
Перевернувшаяся «Нормандия»

9 февраля 1942 года в «Гранд Салоне» резали переборки газовыми горелками. По неосторожности один рабочий поджёг кипу спасательных жилетов. На борту тогда не было пожарных, а система тушения была отключена. Через 12 минут нью-йоркские пожарные прибыли на место, но не могли попасть внутрь из-за рабочих, эвакуирующихся с с горящего судна. После часа хаоса и суматохи пожарные, наконец, смогли начать тушение. Вода, залитая на шлюпочную палубу «Нормандии», стала скапливаться с одной стороны, вызывая опасный крен на левый борт.
Ночью крен увеличивался. Огонь потух. Приблизительно в 2:45 ночи 10 февраля «Нормандия» медленно опрокинулась на левый борт и осталась лежать у пирса под углом 79°.
Спустя двенадцать дней после пожара было решено, судно будет поднято путём заполнения воздухом. Вокруг судна были размещены плавучие краны для срезания всех надстроек, труб и мачт. Герметизация корпуса была произведена водолазами. В 1943 году судно выровняли и 3 ноября с креном в 2° корпус «Нормандии» отбуксировали вниз по Гудзону.
Было выдвинуто много предложений насчёт судна. Идея переделки в авианосец была признана экономически нецелесообразной. Президент Рузвельт спросил Уильяма Френсиса Гиббса, одного из лучших военно-морских конструкторов страны, можно ли восстановить «Нормандию» как пассажирский лайнер. После обсуждения стоимости было решено пустить остов судна на металлолом.
В октябре 1946 года «Нормандия» была продана Lipsett Inc за 160 тысяч долларов. За 8 месяцев судно было утилизировано.
Лаковые панели, созданные для оформления интерьера Жаном Дюнаном, повторно использованы в интерьере корабля Celebrity Summit.